# Бронепалубни крайцери тип „Кайзер Франц Йосиф I“
Кайзер Франц Йосиф I (на немски: Kaiser Franz Joseph I) са серия бронепалубни крайцери на Австро-унгарския флот от края на 19 век. Всичко от проекта са построени две единици: „Кайзер Франц Йосиф I“ (на немски: SMS Kaiser Franz Joseph I) и „Кайзерин Елизабет“ (на немски: SMS Kaiserin Elisabeth).

## Конструкция
От конструктивна точка крайцерите от типа „Кайзер Франц Йосиф I“ са подражание на първата серия „елсуикски“ крайцери, строени от британската компания Armstrong Whitworth („Армстронг“) за износ. Наречени са „торпедно-таранни“ кораби поради вътрешнополитически причини на Австро-Унгарската империя, тъй като депутатите от Унгария често блокират държавния бюджет заради несъгласие с разходи свързани с военноморския флот. Класификацията на новите бойни единици по този начин създава образ на крайно скромни по цена кораби. Всъщност „торпедно-таранните“ кораби са типични бронепалубни крайцери на своето време.
В периода 1905 – 1906 г. те преминават модернизация със замяна на барбетните 240 mm оръдия със 150 mm оръдия с дължина на ствола 40 калибра. Останалото въоръжение е съхранено, но броя на 47 mm оръдия е увеличен до 14.

## Служба
|                        | Заложен          | Спуснат на вода      | Влиза в строй     | Съдба                                                                   |
| ---------------------- | ---------------- | -------------------- | ----------------- | ----------------------------------------------------------------------- |
| „Кайзер Франц Йосиф I“ | 3 януари 1888 г. | 18 май 1889 г.       | 2 юли 1890 г.     | потъва на 2 ноември 1919 г. в Которския залив при преход за утилизиране |
| „Кайзерин Eлизабет“    | юли 1888 г.      | 25 септември 1890 г. | 24 януари 1892 г. | потопен от екипажа на 2 ноември 1914 г. на рейда на Циндао              |

- Към началото на Първата световна война крайцерите вече са остарели. „Кайзер Франц Йосиф I“ 1914 г. има ограничено участие в обстрела на крайбрежието на противника, след това е Катаро като брандвахта. 1917 г. е разоръжен и превърнат в блокшив. По условията на Сенжерменския договор е предаден на Франция за скрап, но при прехода във Франция потъва почти веднага след излизането от пристанището. 1920 г. е изваден и предаден на французите, които го разкоплектоват за метал[2].
- „Кайзерин Eлизабет“ към началото на Първата световна война се намира в Циндао като стационар. След започване на осадата на Циндао от японците, крайцерът е разоръжен. Неговите 150 mm и 47 mm оръдия са използвани за създаването на бреговата батарея „Кайзерин Eлизабет“. Екипажът потопява своя кораб два дни преди капитулацията на Циндао[2].

## Коментари
1. ↑  Според Австро-унгарската класификация те се обозначават като „торпедно-таранни“ кораби (от на немски: Torpedo-Rammschiff).
2. ↑  (на немски: Kaiserliche und Königliche Kriegsmarine (Императорски и Кралски военноморски сили) или съкратено – на немски: K.u.K. Kriegsmarine)
3. ↑  Префиксът „SMS“ е от на немски: Seiner Majestat Schiff (Кораб на Негово Величество).